# Mimulosia suberythroea
Mimulosia suberythroea är en fjärilsart som beskrevs av De Toulgoët 1958. Mimulosia suberythroea ingår i släktet Mimulosia och familjen björnspinnare. Inga underarter finns listade i Catalogue of Life.